# Indasclera bocaki
Indasclera bocaki es una especie de coleóptero de la familia Oedemeridae.

## Distribución geográfica
Habita en Sichuan (China).